# 雷努科奥特
雷努科奥特（Renukoot），是印度北方邦Sonbhadra县的一个城镇。总人口53524（2001年）。

## 人口
该地2001年总人口53524人，其中男性30315人，女性23209人；0—6岁人口7562人，其中男4067人，女3495人；识字率73.06%，其中男性为79.79%，女性为64.27%。